# 聶雲翰
聶雲翰（？—？），字摶羽，號化南，直隸廣平府曲周縣人，明朝政治人物。

## 生平
萬曆十年（1582年）壬午科順天鄉試中舉。萬曆二十年（1592年）壬辰科三甲第一百五十二名進士，吏部觀政，二十一年二月除崑山知縣，二十五年升兵部職方司主事，二十六年告病。二十七年補原职，二十八年丁憂。三十一年補禮部主事，三十三年京察告歸，卒。

## 家族
曾祖父聶景若，省祭；祖父聶鑑，监生；父親聶喬齡，主簿。